# Carretera Federal 40
La Carretera Federal 40, también conocida como Carretera Mazatlán-Matamoros, es una carretera Mexicana que recorre gran parte de México, desde el Puerto de Mazatlán, Sinaloa hasta Reynosa, Tamaulipas, siendo de las más importantes del país; tiene una longitud de 1158 km, terminándose de construir en 1960 en el Gobierno de Adolfo López Mateos.
La carretera federal 40 recorre los estados de Sinaloa, Durango, Coahuila, Nuevo León y Tamaulipas, debido a que su trayectoria es desde el océano Pacífico hasta el golfo de México, se le llama «Eje Interoceanico».
Las carreteras federales de México se designan con números impares para rutas norte-sur y con números pares para las rutas este-oeste. Las designaciones numéricas ascienden hacia el sur de México para las rutas norte-sur y ascienden hacia el Este para las rutas este-oeste. Por lo tanto, la carretera federal 40, debido a su trayectoria de este-oeste, tiene la designación de número par, y por estar ubicada en el Norte de México le corresponde la designación N° 40.

## Trayectoria

### Sinaloa
Longitud = 96 KM
- Mazatlán
- Villa Unión - Carretera Federal 15 y Carretera Federal 15D
- Santa Lucía
- Potrerillos
- El Palmito

### Durango
Longitud = 470 KM
- El Salto - Carretera Federal 40
- Durango - Carretera Federal 45
- Guadalupe Victoria
- Cuencame - Carretera Federal 49
- Los Cuatillos - Carretera Federal 34
- Ciudad Lerdo
- Gómez Palacio

### Coahuila
Longitud = 311 KM
- Torreón - Carretera Federal 30
- Saltillo - Carretera Federal 54 y Carretera Federal 57D

### Nuevo León
Longitud = 248 KM
- Monterrey - Carretera Federal 85 y Carretera Federal 54
- Cadereyta - Carretera Federal 9

### Tamaulipas
Longitud = 33 KM
- Reynosa - Carretera Federal 2